# Криулино (Пермский край)
Криулино — деревня в Октябрьском городском округе Пермского края России.

## История
Известна с 1869 года. До 2019 года входила в состав ныне упразднённого Енапаевского сельского поселения Октябрьского района.

## География
Деревня находится в юго-восточной части края, в пределах Уфимского плоскогорья, на берегах реки Верхний Бартым, на расстоянии приблизительно 11 километров (по прямой) к северо-западу от посёлка городского типа Октябрьский, административного центра округа.

### Климат
Климат характеризуется как умеренно континентальный, с холодной продолжительной снежной зимой и коротким тёплым летом. Среднегодовая температура воздуха — +0,3 °C. Средняя температура воздуха самого холодного месяца (января) — −16,3 °C (абсолютный минимум — −49 °C); самого тёплого месяца (июля) — +16,5 °C (абсолютный максимум — +37 °C). Среднегодовое количество осадков составляет около 600 миллиметров, из которых большая часть выпадает в тёплый период. Снежный покров держится в течение 160—170 дней.

## Население
| 2010 |
| ---- |
| 0    |